# Devon Larratt
Devon Larratt (* 24. April 1975 in Victoria, British Columbia) ist ein professioneller kanadischer Armwrestler. Er tritt in der US-amerikanischen World Armwrestling League an und hat in dieser Liga eine Bilanz von 34 Siegen zu 4 Niederlagen.

## Leben
Larratt wurde in Victoria, British Columbia, als Sohn einer deutschsprachigen Mutter geboren. Er wuchs auf einer Farm im Süden Ontarios auf, wo er laut eigenen Angaben bereits in seiner Kindheit gegen seine Großmutter armwrestlete.
Er ist seit 2003 mit der Schauspielerin Jodi Larratt verheiratet, die er auf der High School in Picton kennenlernte. Das Paar hat drei Kinder, die ebenfalls schauspielerisch tätig sind.

## Karriere
Während seiner frühen Teenagerjahre wuchs Larratts Interesse am Armwrestling. Mit 18 Jahren bestritt er sein erstes Turnier. Nachdem er im Alter von 21 Jahren in die Canadian Special Forces eingetreten war, trainierte er weiter und nahm an Wettkämpfen teil. Den auf verschiedenen Militärstützpunkten gesammelten Erfahrungen schreibt er selbst einen großen Teil seines Erfolgs zu.
Larratt erlangte vor allem durch seinen Sieg über den zu dieser Zeit erfolgreichsten Armwrestler John Brzenk im Jahre 2008 Bekanntheit. Er ist zudem der erste Armwrestler, der im selben Jahr Weltmeistertitel mit dem rechten und dem linken Arm errang. Im Jahr 2015 gewann Larratt den WAL-Titel im Linksarm-Schwergewicht von 89–102 kg (196–225 lb). Er belegte auch den dritten Platz mit dem rechten Arm. Im Jahr 2016 verteidigte Larratt seinen WAL-Titel mit dem linken Arm und gewann zudem die WAL-Meisterschaft im Schwergewicht mit dem rechten Arm. 2017 wiederholte er dieses Ergebnis, gewann also erneut die WAL-Meisterschaften mit dem rechten und linken Arm. Im Jahr 2018 verlor er den WAL-Championship-Titel gegen Michael Todd. Noch im selben Jahr verlor er im Armfight 50 ein Match mit dem linken Arm gegen Denis Cyplenkov mit einem Endergebnis von 0-6. Während seines Match gegen Dave Chaffee, das er 3-1 gewann, wog Devon Larratt 122 kg (268 lb). Während des WAL 506 im Jahr 2019 besiegte er den brasilianischen Armwrestler Wagner Bortolato in einem Best-Of-5-Format mit 3-1. Während des Matches wog Larratt 124 kg (273 lb), sein bisher höchstes Kampfgewicht.
Larratt musste sich während seiner Karriere mehrfach Operationen unterziehen. Im Jahr 2013 wurde er am rechten Arm und Ellbogen operiert, so dass er in Wettbewerben vorübergehend nur mit dem linken Arm kämpfen konnte. 2016 unterzog er sich der gleichen Operation am linken Ellenbogen, konnte sich aber viel schneller erholen und noch im selben Jahr mit diesem Arm die World Armwrestling League (WAL) gewinnen.

## Erfolge
WAL Titel
- 2017 – WAL Championships – 1. Platz, Schwergewicht – Rechter Arm
- 2017 – WAL Championships – 1. Platz, Schwergewicht – Linker Arm
- 2016 – WAL Championships – 1. Platz, Schwergewicht – Rechter Arm
- 2016 – WAL Championships – 1. Platz, Schwergewicht – Linker Arm
- 2015 – WAL Championships – 1. Platz, Schwergewicht – Linker Arm
- 2014 – WAL Championships – 1. Platz, Schwergewicht – Linker Arm